# The Germans
The Germans är det sjätte avsnittet i Pang i byggets första säsong. Avsnittet sändes första gången av BBC 24 oktober 1975.  I detta har pensionatet besök av tyska gäster, vilket får Basil Fawlty att ideligen uppmana personalen "Nämn inte kriget" ("don't mention the war!"), samtidigt som han själv upprepade gånger kränker tyskarna. Hans förolämpningar kulminerar med en gåsstegande efterhärmning av Adolf Hitler.. Detta avsnitt, liksom de andra i serien, har visats ett stort antal gånger i svensk TV.  

## Handling
Sybil är inlagd på sjukhus för att operera bort en besvärlig tånagel. Tillsammans med Basil diskuterar hon från sjuksängen vad som kommer bli detta avsnitts teman: Basils många försök att få upp ett älghuvud i lobbyn (jämför med tavlan i avsnitt ett), en förestående brandövning samt det faktum att ett antal tyska gäster ska anlända. Efter att ha gnabbats med en sjuksköterska samt mött Sybils mycket artige afrikanske läkare åker Basil, skadeglad inför Sybils smärtsamma operation, hem till hotellet. 
Väl där måste han stå ut med ständiga telefonsamtal från Sybil, som inte tror att han kan sköta hotellet själv, samtidigt som han försöker sätta upp älghuvudet. I en minnesvärd scen har Basil en lång diskussion med Major Gowen angående kvinnor även om man kommer in på ideliga sidospår som vädrar majorens något kontroversiella åsikter. Bland annat berättar majoren om en ungdomskärlek, diskuterar sin syn på olika raser inklusive sin avsky för tyskar. Vid ett tillfälle lämnar Basil huvudet på hotellbänken för att hämta en hammare, medan Manuel som städar bakom disken övar sin engelska och den förvirrade majoren tror att älghuvudet pratar. 
Nästa morgon lyckas Basil sätta upp huvudet. Därefter käbblar han en god stund med några gäster medan han försöker förklara skillnaden mellan hur brandlarmet och tjuvlarmet på hotellet låter (brandlarmet är "en halvton högre" än inbrottslarmet). När brandövningen sedan genomförs råkar Manuel åstadkomma en riktig brand i köket, medan Basil bara avfärdar larmet. När det väl står klart att det verkligen brinner råkar Basil i panik och det hela slutar med att han får en stekpanna i huvudet och hamnar på sjukhuset med hjärnskakning.    
Basil vaknar på sjukhus och Sybil berättar för Dr Finn att Basil inte kan hantera hotellet ensam. Basil smyger ut och återvänder till hotellet i tid för att hälsa de tyska gästerna välkomna. Det är även i detta sammanhang som den kända frasen "don't mention the war!" ("nämn inte kriget!") myntas. Basil, som säger sig vilja undvika prata om andra världskriget råkar tvärtom ideligen komma in på detta, till gästernas förtvivlan Polly ringer diskret till sjukhuset för att varna dem om Basils beteende. 
När en av tyskarna gråter, imiterar Basil Hitler och marscherar runt på preussiskt manér innan scenen slutar i kaos då Dr Finn anländer för att hämta tillbaka honom till sjukhuset. Basil försöker fly och Manuel följer efter, men Basil träffar väggen där han hängde älghuvudet. Det faller och slår ut Basil innan det landar på Manuels huvud. Majoren kommer ut och tror att älgen pratar med honom igen. Tyskarna frågar högt hur detta märkliga folk engelsmännen kunde besegra dem i krig och en äldre tysk får sista repliken: "How ever could they win?!". 

## Produktion
- Inomhusscenerna  spelades in den 31 augusti 1975 i Studio TC6 från BBC Television Center framför  en levande publik.[3]
- Detta var det enda avsnittet som inte började med att filma utsidan av hotellet. Istället användes en yttre bild av Northwick Park Hospital i Brent.
- I scenen där Manuel försöker släcka branden i köket var brandmän i beredskap för att släcka lågorna. Men i scen där Manuel går ut för att varna Basil om branden, tillsattes kemikalier till hans arm för att skapa rök. Under repetitionen och filmningen fastnade dessa kemikalier i hans kläder och gav Andrew Sachs andra gradens kemiska brännskador på hans arm och rygg.
- 2013  raderade BBC Majorens rasistiska kommentarer "niggers" och "wogs" från en repris av avsnittet vilket orsakade en del kritik från tittarna.[4] BBC försvarade sitt beslut och hävdade "Vi är mycket stolta över Fawlty Towers och dess bidrag till brittisk tv-komedi. Men samhällets attityd har förändrats avsevärt sedan den gjordes och det beslutades att göra några mindre förändringar, med samtycke från John Cleeses ledning, för att tillåta avsnittet att sändas till en familjepublik klockan 19.30 på BBC2."[5] Den 28 juni 2013 sände dock Gold originalavsnittet sent på kvällen.
- Avsnittet togs bort från UKTV:s streamingtjänst i juni 2020 i kölvattnet av George Floyd-protesterna, även om de andra avsnitten av Fawlty Towers fortfarande fanns tillgängliga i tjänsten[6]. Cleese var arg över att avsnittet och trodde att det berodde på majorens användning av det rasistiska ordet "nigger", och sa "Majoren var en gammal fossil kvar från decennier innan. Vi stödde inte hans åsikter, vi gjorde narr av dem. Om de inte kan se det, om människor är för dumma för att se det, vad kan man säga?"[7]

## Kulturell påverkan
John Cleese har vid olika tillfällen kommenterat detta avsnitt eftersom många uppfattade det som en drift med tyskar. Cleese menade att det tvärtom handlade om en drift med engelsmännens attityder till kriget och stundtals även deras förakt för tyskar. I det aktuella avsnittet är det också Basil som gör sig själv till åtlöje medan tyskarna så gott de kan behåller fattningen inför hans många utläggningar om Hitler och nazism. Episoden med majoren kan sägas tjäna som en påminnelse om att även engelsmännen kan ha rasistiska attityder. Cleese har även uttryckt stor beundran för tysk kultur, i synnerhet författare som Herman Hesse och Thomas Mann.
- Avsnittet populariserade frasen "Nämn inte kriget". Cleese förvandlade frasen till en låt för 2006 FIFA World Cup, vilket blev första gången Cleese spelade Basil Fawlty på 27 år.  Frasen användes som titel för en humoristisk resebok skriven av Stewart Ferris och Paul Bassett, med detaljerade resor genom Tyskland och andra europeiska länder. Det är också titeln på en bok av John Ramsden publicerad 2006, som undersöker de anglo-tyska relationerna sedan 1890, och en dokumentär på Radio 4 2005 som går igenom den brittiska synen på tyskar.[8]
- Avsnittet var ett av de mest populära i serien i Tyskland när det först visades där 1993.[9]
- Detta avsnitt röstades som nummer 11 i Channel 4 : s One Hundred Greatest TV Moments 1999.
- Gold, en kanal som regelbundet visar Fawlty Towers, hävdar att även om "The Germans" är det mest kända avsnittet, är det bästa avsnittet "Kommunikationsproblem".
- Empire magazine noterade detta som det bästa avsnittet av showen i sin lista över de 50 största TV-avsnitten genom tiderna.[10]

## Rollista
- John Cleese som Basil Fawlty
- Prunella Scales som Sybil Fawlty
- Andrew Sachs som Manuel
- Connie Booth som Polly Sherman
- Ballard Berkeley som major Gowen
- Gilly Flower som fröken Abitha Tibbs
- Renee Roberts som fröken Ursula Gatsby

Med: 
- Lisa Bergmayr som tysk gäst
- Willy Bowman som tysk gäst
- Brenda Cowling som syster
- Claire Davenport som fröken Wilson
- Iris Fry som Mrs. Sharp
- Dan Gillan som tysk gäst
- Nick Kane som tysk gäst
- John Lawrence som Mr. Sharp
- Louis Mahoney som doktor Finn